# FC Olt Scornicești
FC Olt Scornicești war ein rumänischer Fußballverein aus Scornicești und Slatina. Er spielte in den 1980er-Jahren in der höchsten rumänischen Fußballliga, der Divizia A.

## Geschichte
Der FC Olt wurde 1972 als Viitorul Scornicești in der Geburtsstadt von Nicolae Ceaușescu gegründet. Der Verein wurde von seinem Neffen geführt. 1973 wurde der Name in FC Olt Scornicești geändert. Dem Klub gelang der direkte Durchmarsch aus der untersten Spielklasse in die zweithöchste rumänische Fußballliga, die Divizia B. Im Jahre 1978 setzte sich der Verein im Kampf um den Aufstieg in die Divizia B durch ein zweifelhaftes 18:0 gegen den Nachbarverein Electrodul Slatina durch und stieg dadurch aufgrund des besseren Torverhältnisses gegenüber Flacăra-Automecanica Moreni auf. Im Jahr darauf gelang der Aufstieg in die Divizia A.
In der Saison 1981/82 gelang mit dem 4. Platz der größte Erfolg der Vereinsgeschichte. Aufgrund seines Status wurde der Verein immer wieder durch offizielle Stellen begünstigt, er platzierte sich jedoch stets im Mittelfeld. Nach dem Sturz Ceaușescus und dem Ende des kommunistischen Regimes zur Jahreswende 1989/90 wurde der Verein in der Winterpause der Saison 1989/90 vom Spielbetrieb ausgeschlossen und im Januar 1990 aufgelöst.

## Bekannte ehemalige Spieler
- Ilie Balaci
- Ilie Bărbulescu
- Adrian Bumbescu
- Zoltan Crișan
- Ilie Dumitrescu
- Gheorghe Mihali
- Dorinel Munteanu
- Alexandru Nicolae
- Dan Petrescu
- Victor Pițurcă
- Dumitru Stângaciu
- Severică Dorel Bancă
- Eusebiu Ion Suvăgău
- Gheorghe Tulba